# Elektrownia Wodna Kasztanowo

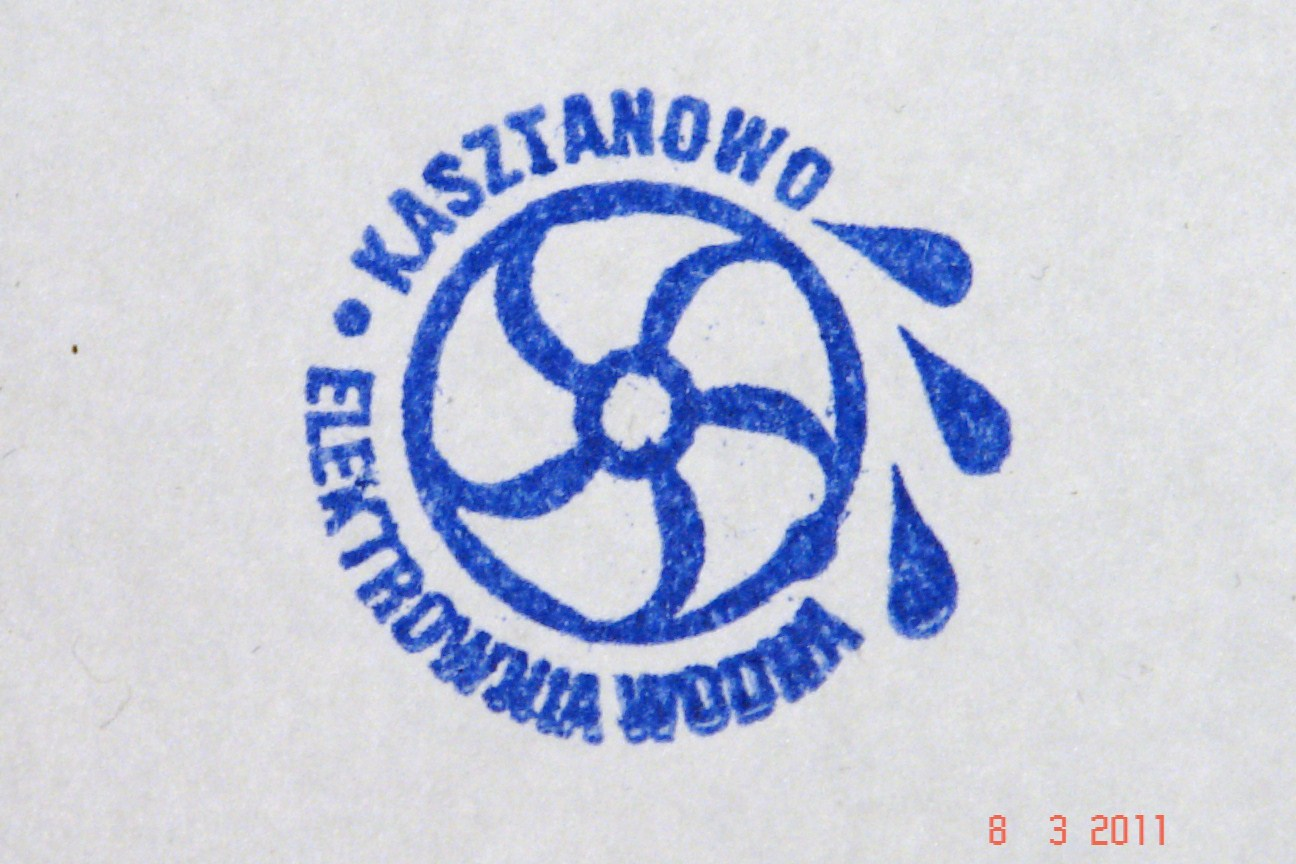
Logo MEW "Kasztanowo"

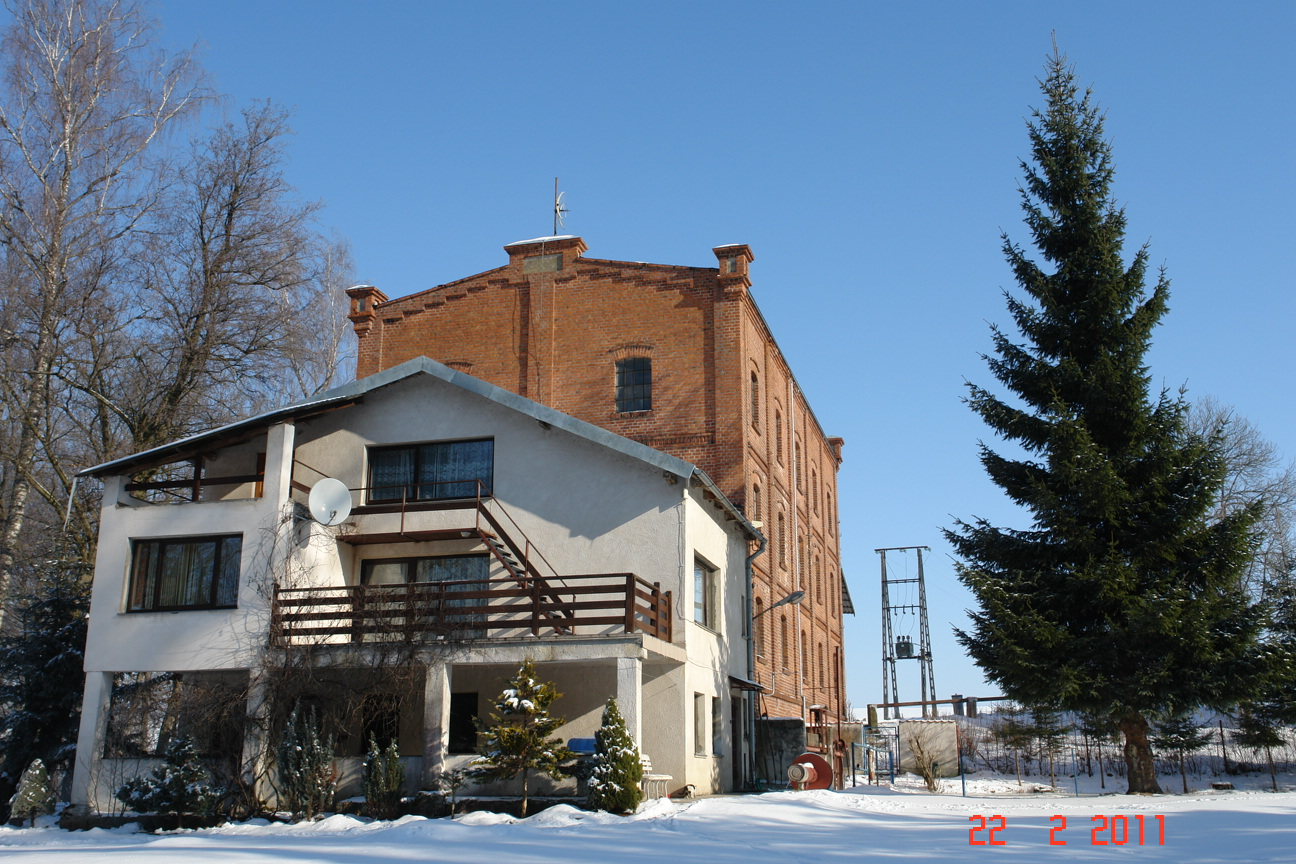
Budynek elektrowni

Elektrownia Wodna Kasztanowo – mała elektrownia wodna powstała w 1902 r. na bazie budowli piętrzących rzeki Pasłęki, przy granicy gminy Lubomino, ok. 100 m na północ od wsi Pityny. Po całkowitym zniszczeniu w latach 1944–1950 odbudowana i uruchomiona 19 września 1989 r.
Siłą napędową obiektu jest wolnobieżna turbina wodna Francisa firmy Voith z 1901 r. Turbina poddana remontowi kapitalnemu pracuje obecnie z wysokosprawnym generatorem asynchronicznym o mocy znamionowej 90 kW firmy Induction Motor made in Russia. MEW Kasztanowo jest siłownią wodną przepływową z derywacją kanałową o niskim spadzie użytecznym. Obiekt wyposażony jest w przepławkę dla ryb na jazie roboczym elektrowni (kanał kaskadowy o świetle - 0,53 m). Wolumen oddawanej produkcji rocznej zależny jest od stanu wód rzeki Pasłęki i wynosi 400 do 500 MWh energii elektrycznej. 
MEW zlokalizowana jest na terenie administracyjnym rezerwatu przyrody "Ostoja bobrów na rzece Pasłęce" oraz w granicach Obszaru Chronionego Krajobrazu Doliny Pasłęki. Tereny te objęte są obszarem specjalnej ochrony ptaków "Dolina Pasłęki" oraz specjalnym obszarem ochrony siedlisk "Rzeka Pasłęka" (Natura 2000). 
Elektrownia jest w wykazie Europejskiego Centrum Energii Odnawialnej.